# Matvej Berman
Matvej Davidovitj Berman, född 10 april 1898, död 7 mars 1939, var en sovjetisk revolutionär och polisfunktionär.
Berman ledde under ryska revolutionen likvideringen av resterna av den besegrade Aleksandr Koltjaks "vita" armé. Han var därefter verksam inom den sovjetiska säkerhetspolisen GPU och blev 1927 chef för Sovetunionens fång- och arbetsläger. Från dessa läger rekryterades i stor utsträckning arbetarna till flera kanal- och järnvägsbyggen. Då Vitahavskanalen var färdigställd erhöll Berman Leninorden. Sedan han även ansvarat för tillförsel av arbetskraft vid byggandet av Moskva-Volgakanalen utnämndes han till ställföreträdande kommissarie för post- och telegrafväsendet. Han avancerade till chefsposten i detta kommissariat men entledigades och arresterades 1939.